# Nam Bán cầu

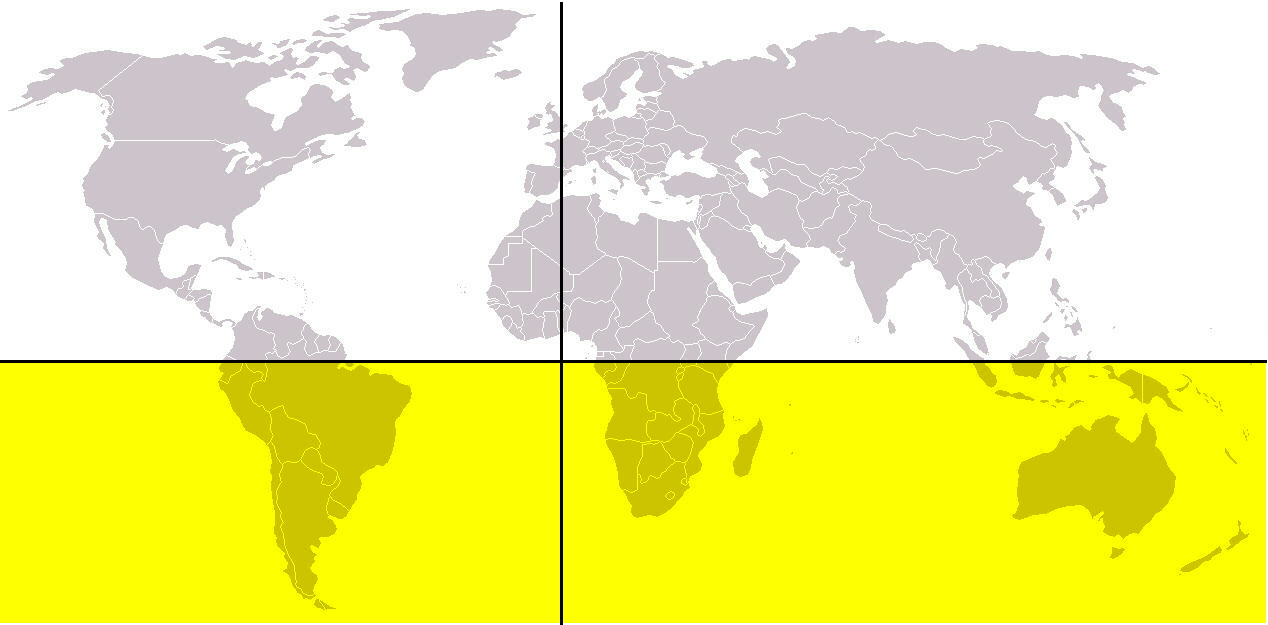
Nam Bán cầu của Trái Đất được tô màu vàng.

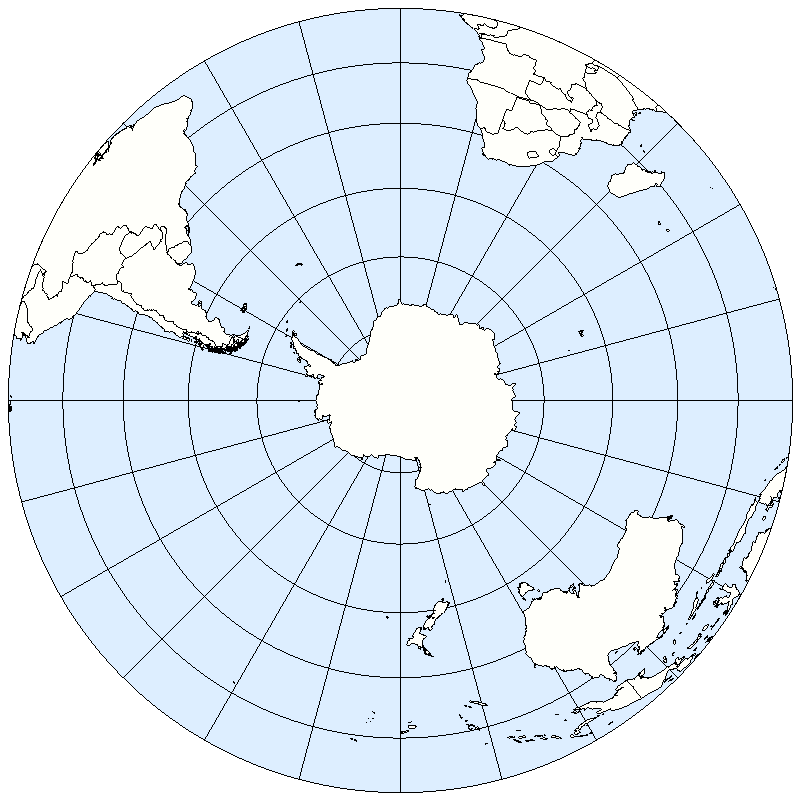
Nam Bán cầu

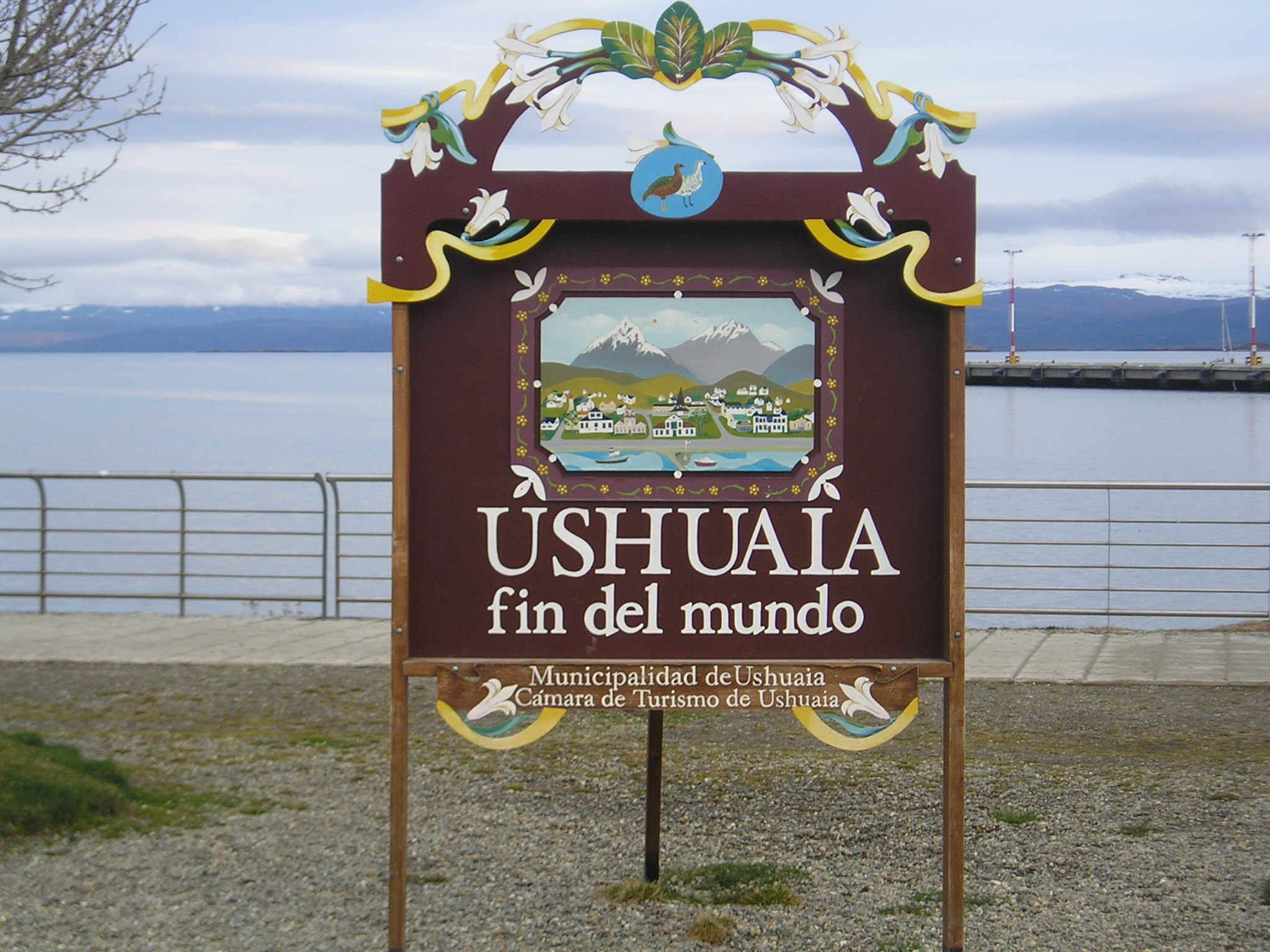
Poster với truyền thuyết "Ushuaia, ngày tận thế". Ushuaia ở Argentina là thành phố cực nam trên thế giới.

Nam Bán cầu hay Bán cầu Nam là một nửa của bề mặt Trái Đất (hoặc thiên cầu) nằm ở phía nam của đường xích đạo.
Trên Trái Đất, Nam Bán cầu bao gồm 4 châu lục (một phần của châu Phi, châu Đại Dương, phần lớn Nam Mỹ và châu Nam Cực) và 4 đại dương (phía nam của Đại Tây Dương, Ấn Độ Dương, Thái Bình Dương và Nam Đại Dương). Mùa hạ diễn ra từ tháng 12 tới tháng 2 và mùa đông diễn ra từ tháng 6 tới tháng 8.
Khu vực này trong lịch sử được coi là ít phát triển và nghèo hơn so với Bắc Bán cầu. Tuy nhiên, Nam Bán cầu cũng ít bị ô nhiễm hơn một cách đáng kể so với Bắc Bán cầu do mật độ dân số về tổng thể là thấp hơn cũng như mức độ công nghiệp hóa thấp hơn và diện tích đất liền nhỏ hơn (các luồng gió chủ yếu chuyển động theo hướng đông-tây, vì thế sự ô nhiễm không dễ dàng lan từ phía bắc xuống phía nam hay ngược lại). Khu vực ôn đới của Nam Bán cầu trên thực tế gần như toàn bộ là mặt nước đại dương; các quốc gia duy nhất nằm trong khu vực này là Argentina, Chile, Uruguay, Nam Phi, phần phía nam của Úc và New Zealand. Chỉ khoảng 10% dân số thế giới sống ở Nam Bán cầu, với các nước đông dân nhất là Brasil và Indonesia (cả hai nước này đều có một phần ở Bắc Bán cầu, nhưng có phần lớn diện tích và dân số ở Nam Bán cầu).
Khí hậu ở Nam Bán cầu có xu hướng ôn hòa hơn ở Bắc Bán cầu. Có điều này là do Nam Bán cầu có ít đất đai và nhiều diện tích biển hơn, và nước thì nóng lên và nguội đi chậm hơn nhiều so với đất.
Các khu vực ở phía nam của vòng Nam cực sẽ có một số ngày trong mùa hè mà khi đó Mặt Trời không bao giờ lặn, và một số ngày trong mùa đông mà Mặt Trời không bao giờ mọc. Thời gian của các pha này dao động từ một ngày tại các điểm chính xác trên vòng Nam cực tới vài tháng tại các điểm rất gần với Nam cực của Trái Đất.
Tại Nam Bán cầu thì kể từ thời điểm đông chí (của Nam Bán cầu, khoảng ngày 21 tháng 6) thì Mặt Trời có xu hướng mỗi ngày lại lên cao một chút về phía nam và lên cao nhất về phía nam vào ngày hạ chí (của Nam Bán cầu, khoảng ngày 22 tháng 12) và sau đó lại xuống thấp dần về phía bắc và xuống thấp nhất về phía bắc vào ngày đông chí (của Nam Bán cầu).
Do trục tự quay của Trái Đất chỉ nghiêng so với phương vuông góc của mặt phẳng quỹ đạo của nó 1 góc khoảng 21,5 ° - 24,5 ° (trong kỷ nguyên J2000 khoảng 23, 438°) nên tại các khu vực ôn đới và khu vực vùng cực của Nam Bán cầu trong toàn bộ thời gian của năm thì Mặt Trời luôn luôn di chuyển từ phương đông sang phương tây ở phía bắc của thiên đỉnh, tạo ra bóng nắng quay ngược chiều kim đồng hồ trong cả ngày. Tại khu vực nhiệt đới, tùy theo vĩ độ sẽ có những ngày Mặt Trời ở về phía nam (xung quanh ngày hạ chí nhiều hay ít, nhiều nhất là tại xích đạo với thời gian này lên tới 6 tháng từ xuân phân (của Nam Bán cầu, khoảng ngày 23 tháng 9) tới thu phân (của Nam Bán cầu, khoảng ngày 21 tháng 3) và ít nhất là tại đường nam chí tuyến với thời gian khoảng 1 ngày) của thiên đỉnh và những ngày ở phía bắc của thiên đỉnh. Trong những ngày Mặt Trời ở phía nam của thiên đỉnh thì bóng nắng sẽ quay theo chiều kim đồng hồ.
Nam Cực của Trái Đất hướng về phía trung tâm của Ngân Hà, và điều này cùng với bầu trời quang hơn tạo điều kiện tốt hơn để quan sát bầu trời đêm tại Nam Bán cầu, với số lượng sao nhiều hơn và rõ nét hơn.

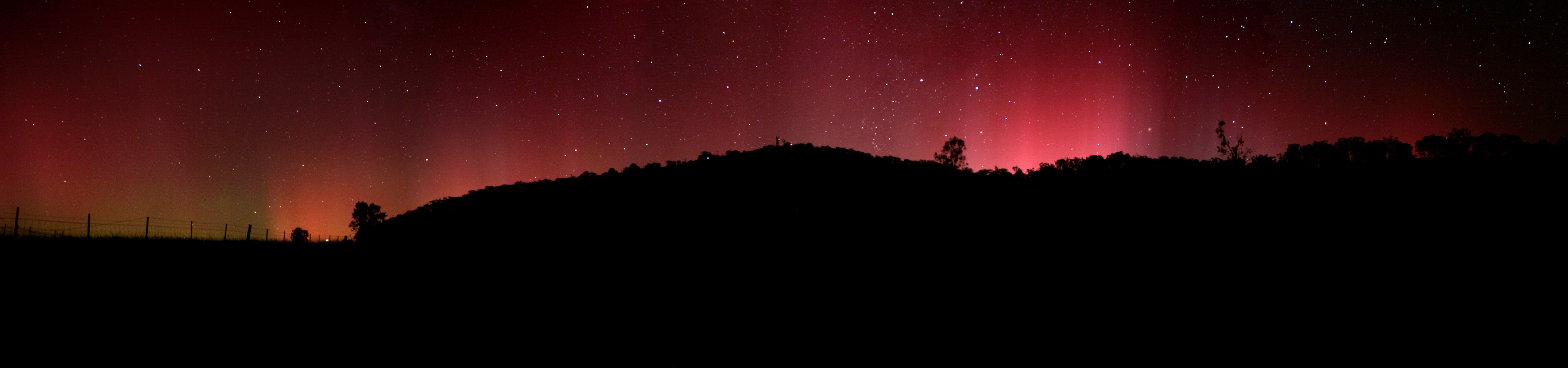
Nam cực quang xuất hiện trên bầu trời đêm ở Swifts Creek, 100 km về phía bắc hồ Entrance, Victoria, Úc

## Các châu lục và quốc gia ở Nam Bán cầu
Các châu lục ở Nam Bán cầu có:
- Châu Nam Cực.
- Châu Đại Dương.
- Phần lớn Nam Mỹ, phía nam sông Amazon.
- Khoảng 1/3 châu Phi, phía nam sông Congo.

Các quốc gia châu Phi mà nằm toàn bộ hay một phần ở Nam Bán cầu:
| - Angola - Botswana - Burundi | - Comoros - Cộng hòa Congo - Cộng hòa Dân chủ Congo | - Gabon - Lesotho - Madagascar | - Malawi - Mauritius - Mozambique | - Namibia - Rwanda - Cộng hòa Nam Phi | - Eswatini - Tanzania | - Zambia - Zimbabwe |

Các quốc gia châu Á mà nằm toàn bộ hay một phần ở Nam Bán cầu:
- Đông Timor
- Indonesia
- Maldives

Các quốc gia châu Đại Dương mà nằm toàn bộ hay một phần ở Nam Bán cầu:
| - Úc - Quần đảo Cook | - Fiji - Kiribati | - Nauru - New Zealand | - Niue - Papua New Guinea | - Samoa - Quần đảo Solomon | - Tonga - Tuvalu | - Vanuatu |

Các quốc gia Nam Mỹ mà nằm toàn bộ hay một phần ở Nam Bán cầu:
| - Argentina - Bolivia | - Brazil - Chile | - Ecuador - Paraguay | - Peru - Uruguay |